# 大槻伝蔵
大槻 伝蔵（おおつき でんぞう、元禄16年1月1日〈1703年2月16日〉 - 寛延元年9月12日〈1748年10月4日〉）は、江戸時代の加賀藩の藩士。世にいう加賀騒動の中心となった人物である。

## 来歴
加賀藩の藩士大槻家に生れる。生れた日が元日だったので朝元（ちょうげん）と名付けられた（「元朝」を逆さにしたもの）。大槻家はその先祖が奥州会津の蘆名盛隆の家臣だったと伝わり、朝元の祖父長左衛門は鉄砲足軽として、第3代藩主前田利常のころより加賀藩に仕え、朝元の父七左衛門の代には280石取りの士分に取り立てられていた。
朝元は幼少時に金沢波着寺の小僧となっていたが、享保元年（1716年）7月、まだ藩主になる前の前田吉徳に御居間坊主として仕えるようになった。享保8年（1723年）、第5代藩主前田綱紀が隠居して吉徳が第6代藩主の座に就くと、朝元は還俗して通常の士分となり、名も「朝元」の字をそのままに「とももと」と名乗る。のちに伝蔵、また内蔵允（くらのすけ）と称した。
この頃の加賀藩は、100万石の大藩としての家格を維持するために何事も出費が著しく、一方で収入は年々落ち込んでいたことにより財政は悪化していた。吉徳は財政を再建するため譜代の門閥層などを全て排除し、「御用部屋」と呼ばれる才ある側近たちを重用した。その中でも大槻朝元こと伝蔵が特に取り立てられ、大槻の主導で藩財政改革が行われた。
伝蔵は財政改革のため、倹約令と新税の制定、米相場投機の改革などに尽力したことにより、加賀藩の財政は完全とまではいかないがある程度は持ち直した。この功績によって伝蔵はいよいよ吉徳の寵遇を受けるようになり、ほぼ毎年にわたって吉徳から加増を受けた。最後にはその石高は3800石にまで加増され、家格も家老職とほぼ同格となっている。しかし伝蔵は藩内の保守派や門閥層にとってはいわゆる成り上り者であり、また厳しい倹約令によって藩士各家特に重臣らはそれまであった既得権を奪われるなど、保守派にとってはマイナス面が多かったことから、彼らにその出世を妬み憎まれていた。延享2年（1745年）に吉徳は病死するが、その生前から前田直躬を筆頭とする藩内の保守派たちは、伝蔵に対する弾劾状を数度にわたり世子の前田宗辰に差し出している。吉徳の死から1年が過ぎた延享3年（1746年）、この保守派の弾劾状によって伝蔵は藩主宗辰から蟄居を命ぜられた。さらにその2年後には加賀藩流刑地である越中国五箇山の祖山村に配流となる。宗辰自身も先代藩主である父吉徳の政策には、批判的な立場だったと伝わる。
延享5年（1748年）加賀藩の江戸藩邸において、前藩主宗辰の生母である浄珠院と、第8代藩主前田重煕への毒殺未遂事件が起こった。その主犯は吉徳の側室だった真如院であり、さらに伝蔵と不義密通していたとして真如院は藩からの取り調べを受け、身柄を拘束された。このことを五箇山で聞いた伝蔵は自害、真如院らも厳しい処罰を受けることになり、真如院を生母とする前田利和も幽閉され早世した。
この一連の騒動は「加賀騒動」と呼ばれ、宝暦4年（1754年）まで続くことになる。しかしこの毒殺未遂事件については疑わしいところがあり、現在では大槻派を一掃しようとした前田直躬ら保守派による陰謀だったとする見方がある。のちにこの加賀騒動を面白可笑しく潤色するなどした「巷説の加賀騒動」が流布することになるが、その中で大槻伝蔵は「主君と男色関係にあったことから贔屓され、藩の財政を牛耳り私物化し、正義ある他の藩士を貶め、主君の側室と密通し、さらに主君吉徳と若君宗辰を殺害して加賀藩を乗っ取ろうとした大悪人」として扱われ、そのようなイメージで後世に知られることになった。

## 祖山村の大槻騒動

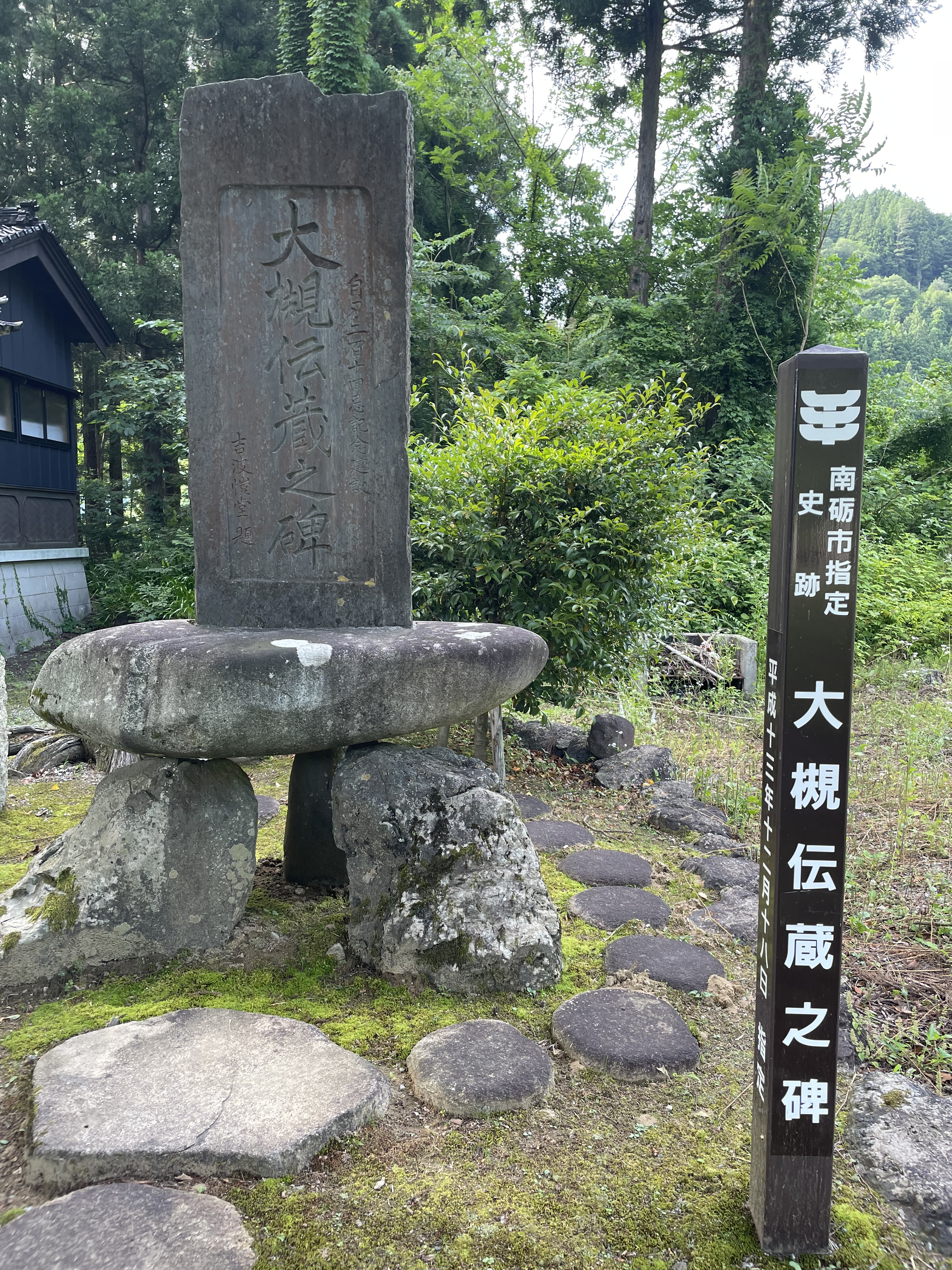
南砺市祖山の大槻伝蔵之碑（市指定文化財）

寛延元年4月19日、五箇山祖山村に到着した大槻伝蔵は、配所が分からないように夜間に流刑小屋に入れられたと伝えられる。大槻伝蔵の入牢の5ヶ月後、9月12日に伝蔵が自害したことが判明し、金沢へと飛脚が送られた。9月20日には検使が祖山村に着き、自害に用いられたのは小鳥の丸ぐり用小刀であることなどが確認された。
検使の調査により衣類や金子が大槻伝蔵に差し入れられていたことが分かると、祖山村の肝煎又兵衛・組合頭十左衛門三内・牢番三郎次郎・伝兵衛らが公事場へ呼び出されて厳しい取り調べを受けた。刃物を差し入れたのは岩淵村の小助とされたが、祖山村住民への取り調べは長期間に渡り、事件から7年も経った宝暦4年閏2月2日にようやく刑の申し渡しがなされた。十左衛門・三郎次郎・伝兵衛らは「追て生胴」の刑とされ、既に7年に渡る取り調べ中に病死していた十左衛門・三郎次郎の息子4人は3年の禁牢とされた。また、十村役で牢の鍵を預かっていた2代目岩渕村伊右衛門も責任を追及され、十村役を解任されてしまっている。
働き盛りの青年男性が長年にわたって拘束されたこの「大槻騒動」は祖山村にとって「一村退転（村の滅亡）」に等しい災難であった。祖山村の住民は長年にわたって大槻伝蔵を災いをもたらす者として信じ、火事のたびに大槻伝蔵のたたりであると恐れたという。そこで祖山村の住民は大槻の石像を刻んで祭り、これが後に同村内の熊野社に移された。
「大槻騒動」からおよそ200年後の昭和32年、既に大槻伝蔵の再評価が進み、祖山村でも大槻伝蔵に同情が寄せられるようになっていた。そこで、祖山青年団は同年中に「大槻伝蔵之碑」を建て、同年11月23日に除幕式を開いた。この「大槻伝蔵之碑」は平成13年12月18日に平村の指定文化財に認定され、現在は南砺市指定文化財とされている。